# Ixtapan de la Sal
Ixtapan de la Sal är en stad och kurort i den mexikanska delstaten Mexiko, cirka 60 kilometer söder om Toluca. Ixtapan de la Sal är den administrativa huvudorten i kommunen med samma namn. Staden hade 17 640 invånare vid folkräkningen 2010.
Kurorten är känd för sitt mineralrika termalvatten som är något svavelhaltigt. Badverksamheten finns i det gamla träbadhuset från 1800-talet, där bad i lera och i olika poler med mer eller mindre grumligt och ljummet vatten tillhandahålls, och i anslutning därtill finns mer moderna vattenlekar med vågmaskiner och vattenrutshbanor. Det finns en stor massageanläggning, där olika typer av massage och turkiska och romerska bad tillhandahålls. Inte långt från huvudanlägningen finns även traditionell temascal, vilket är en uråldrig mexikansk badtyp.

## Galleri

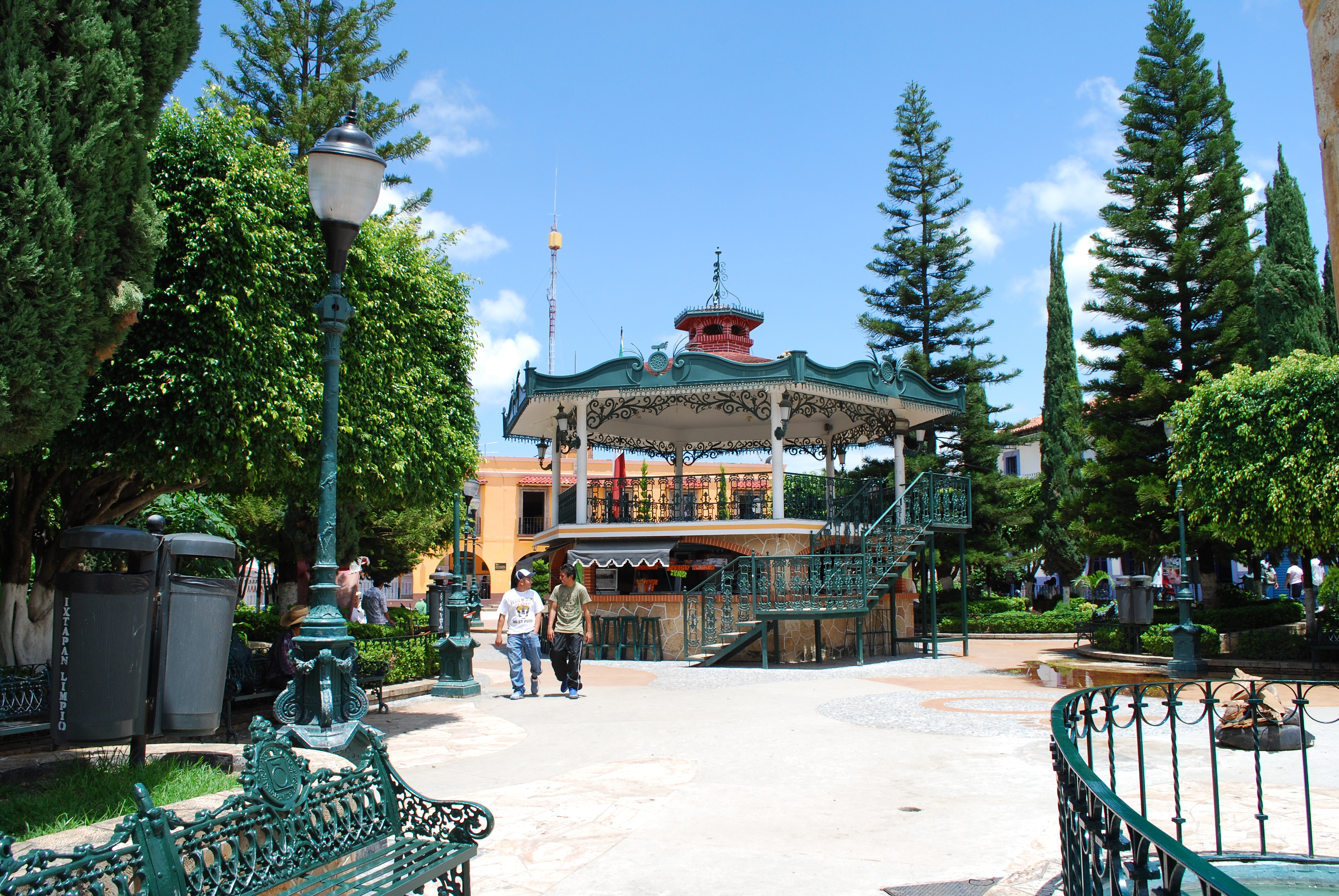
Paviljong i park, centralt.
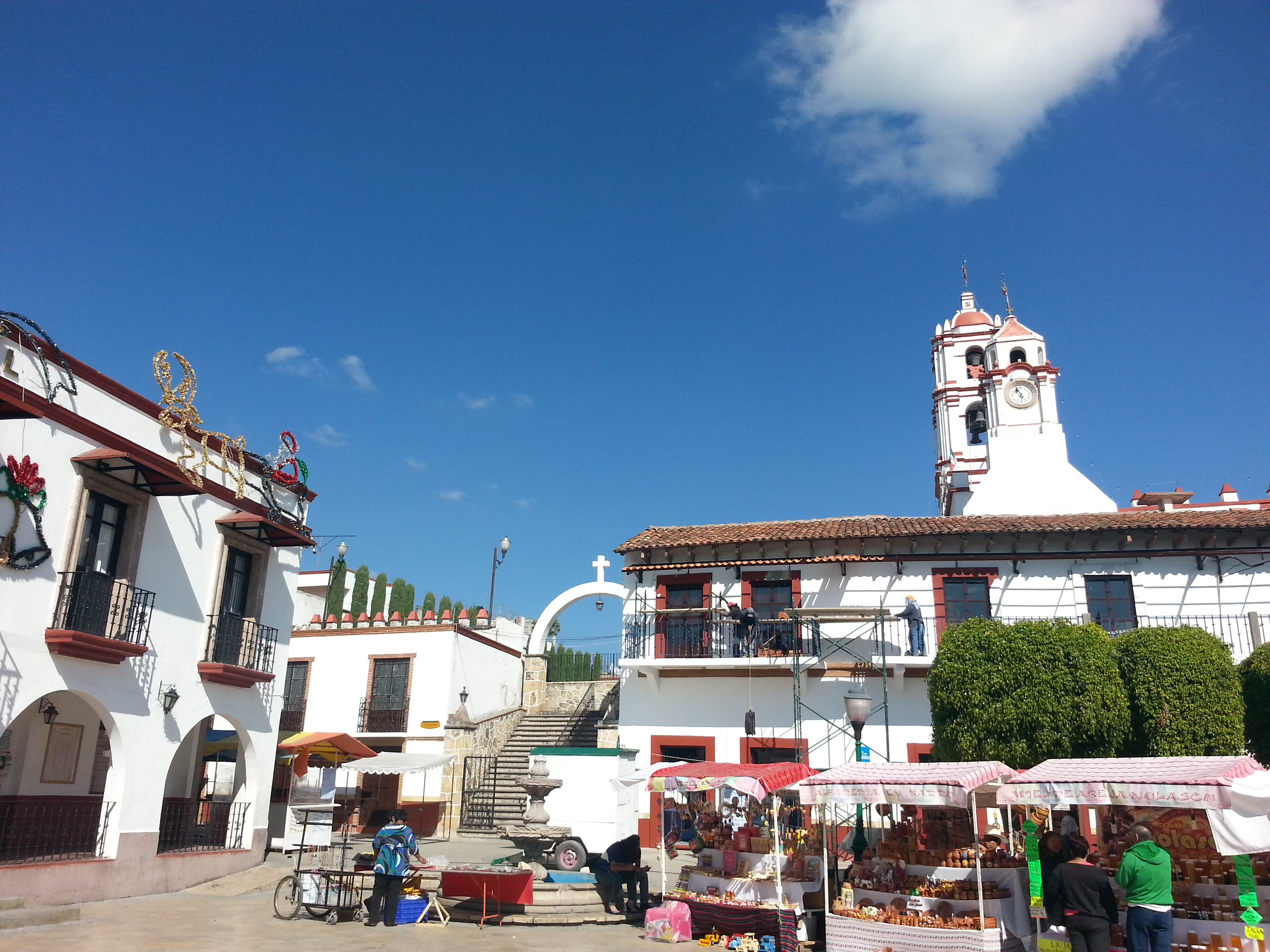
Torg och salustånd.
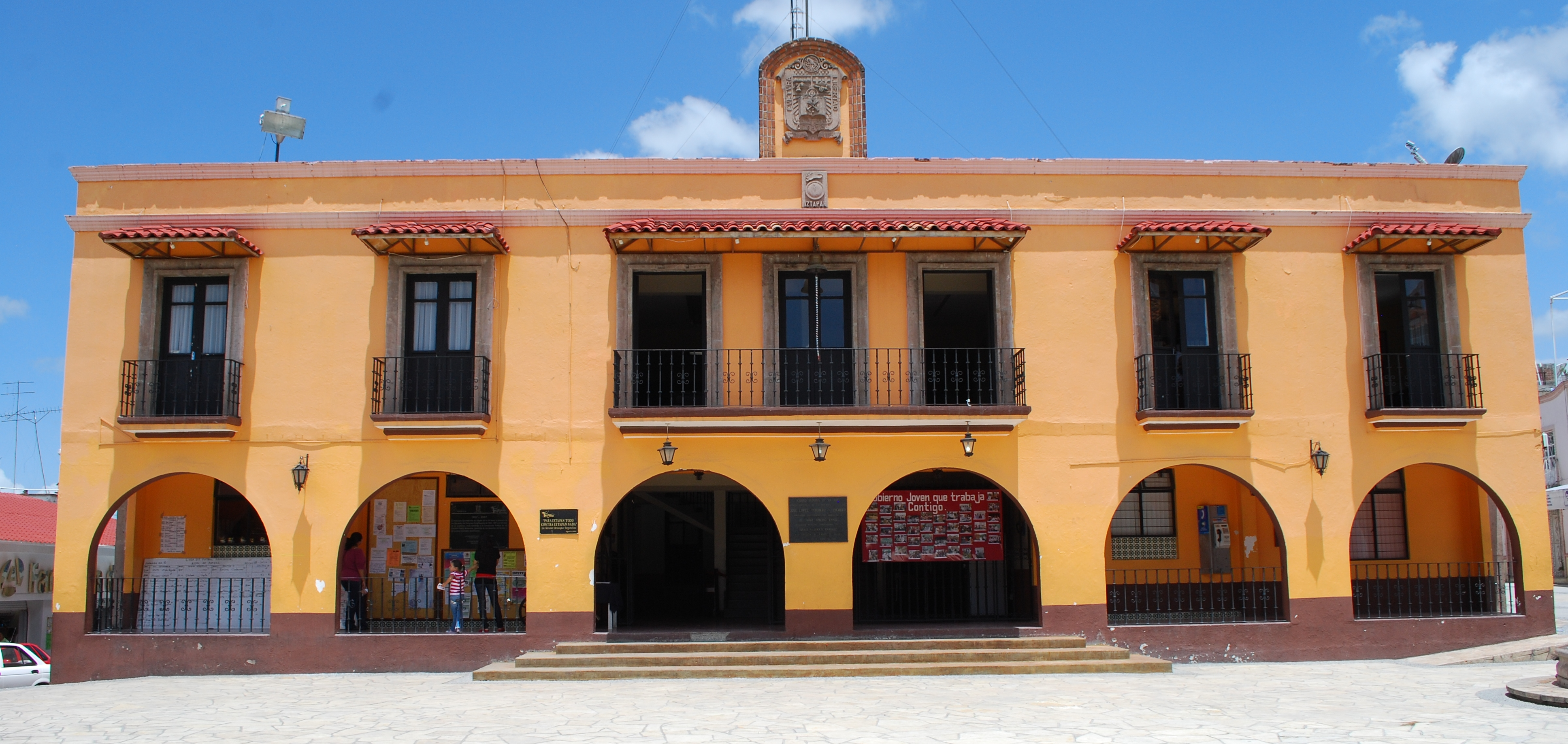
Stadshuset.
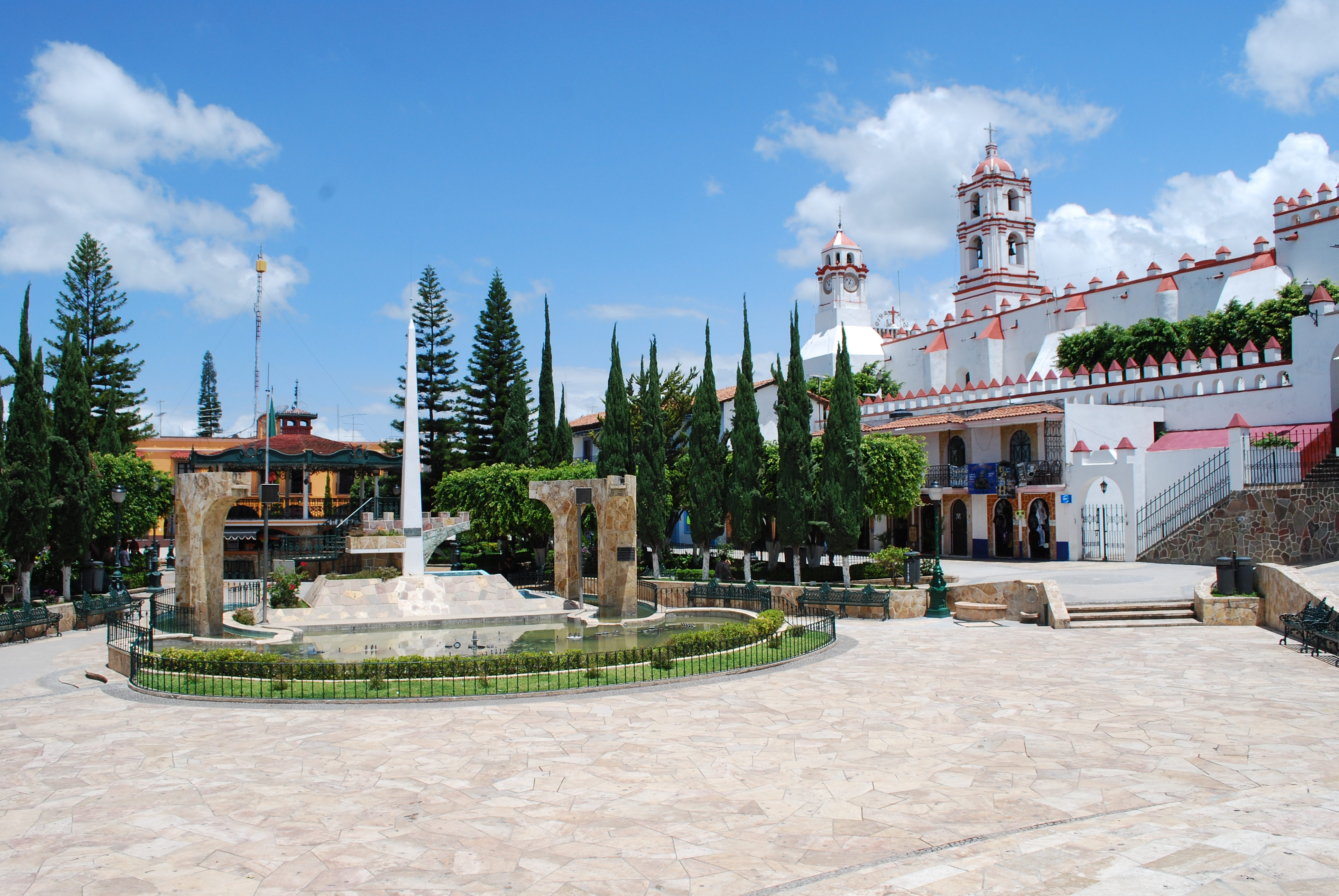
Torg med monument.
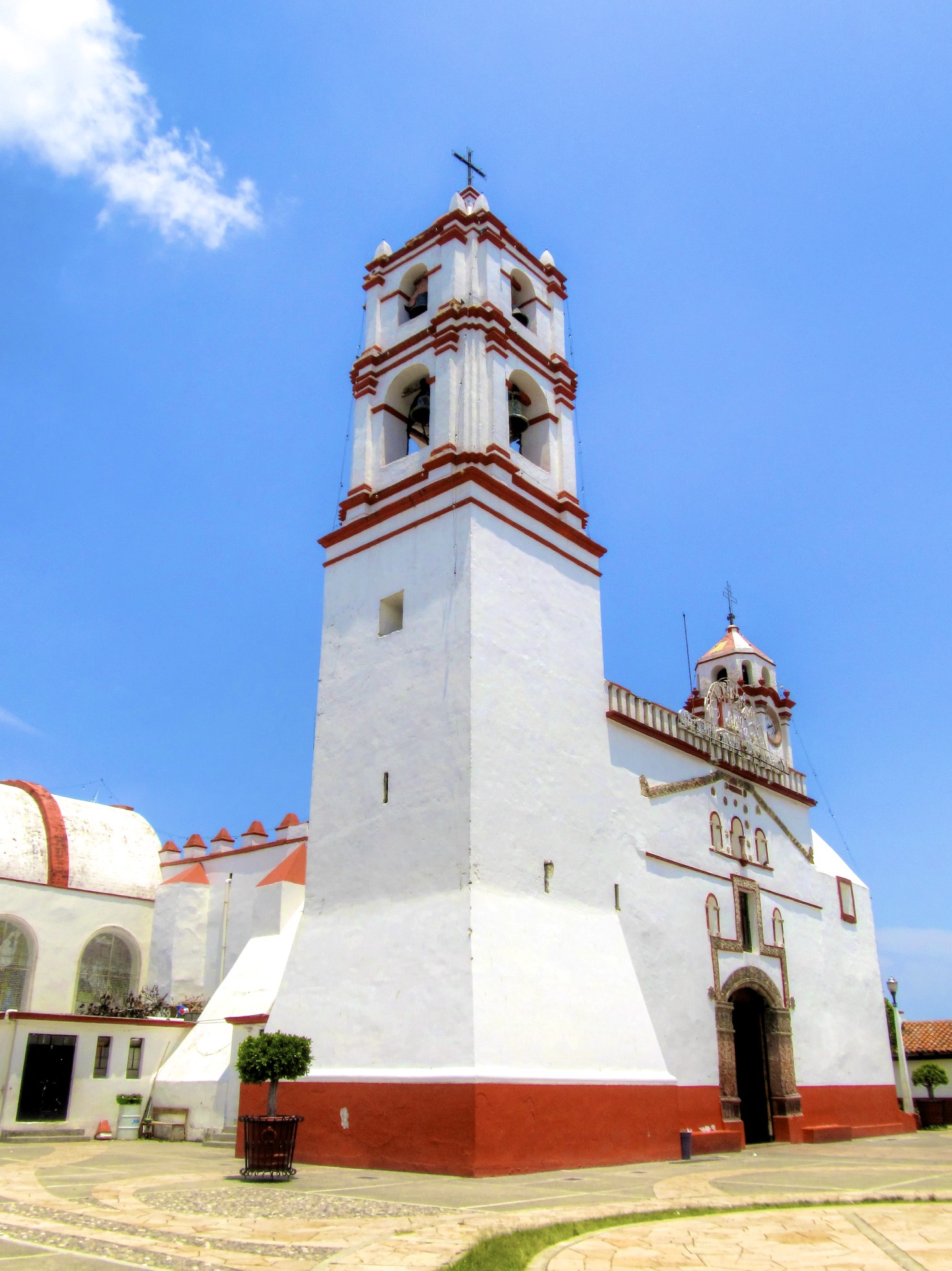
Kyrkan Parroquia de la Asunción de María.
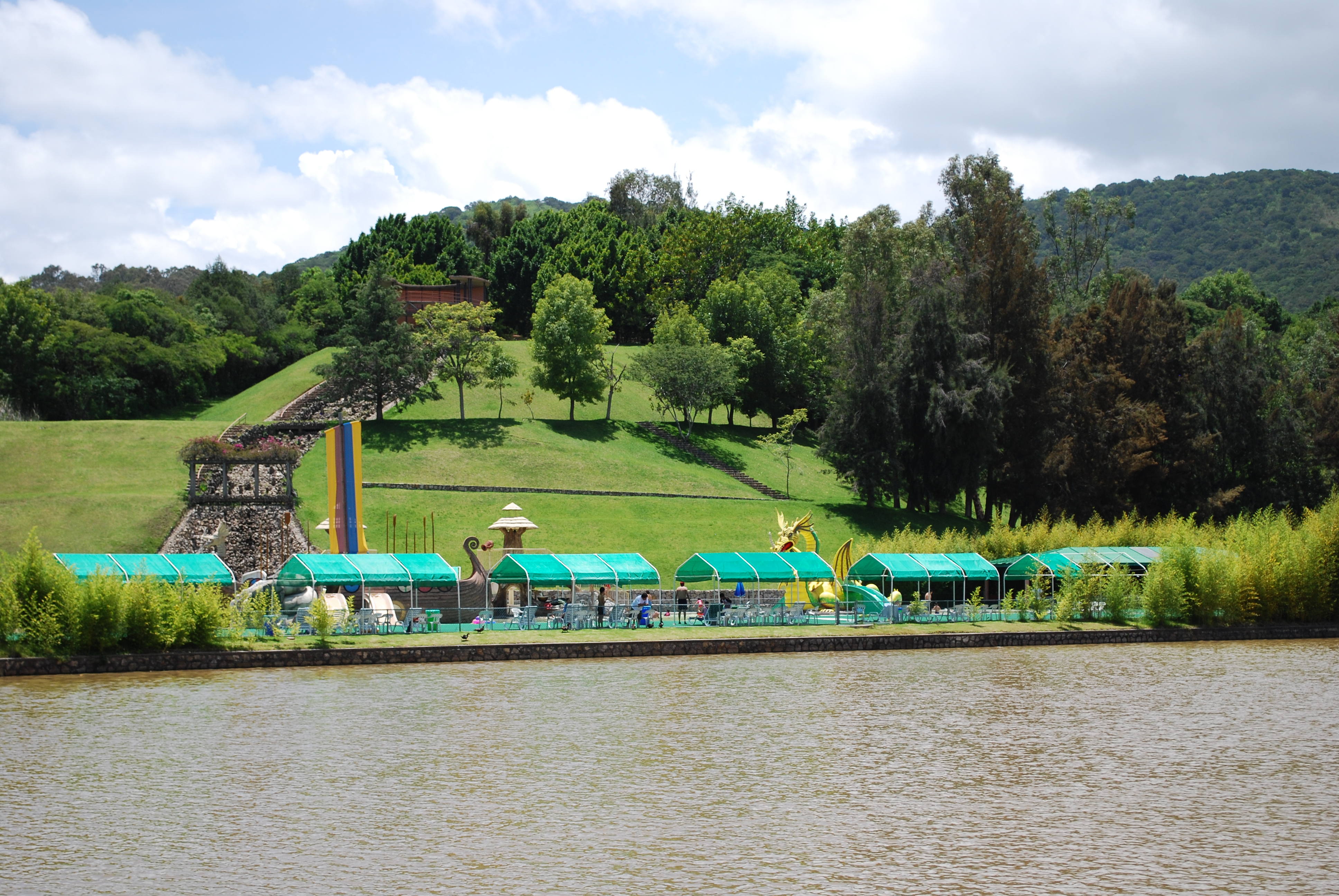
Nöjespark.